# RMS Andania (1921)
El RMS Andania fue un transatlántico británico botado en 1921. Fue el primero de una serie de seis barcos de 14 000 toneladas construidos para la compañía naviera Cunard Line a principios de la década de 1920, para hacer frente a la demanda del transporte marítimo de pasajeros tras el fin de la Primera Guerra Mundial. Los otros barcos de la misma clase fueron el Antonia, Ausonia, Aurania, Ascania y Alaunia.

## Construcción
El Andania fue construido en Hebburn, Inglaterra, en los astilleros de Hawthorn Leslie and Company. Tenía 538 pies de largo, y tenía un tonelaje cercano a las 14 000 t. Podía llevar más de 1700 pasajeros y requería una tripulación de 270 personas. Fue utilizado en la ruta entre Hamburgo y Nueva York, y más tarde entre Liverpool y Montreal.

## Uso durante la Segunda Guerra Mundial
En el inicio de Segunda Guerra Mundial, el Andania fue requisado para su uso como un crucero mercante armado. Fue torpedeado mientras desempeñaba estas labores, resultando gravemente dañado por el submarino alemán construido originariamente para Turquía U-A el 16 de junio de 1940. Todas las personas a bordo fueron rescatadas antes de que el accidentado buque se hundiera a unas 70 millas (110 km) de Reykjavík, Islandia.